# 君特·吕佐夫
君特·吕佐（Günther Lützow，1912年1月25日—1945年4月24日）是纳粹德国空军的飞行员和战斗机王牌，在300多个战斗任务中击落了110架敌机。除了西班牙内战期间的五场胜利外，他声称的大多数胜利都是在第二次世界大战中东部战线作出的。